# Palazzo di Malacañan
Il Palazzo di Malacañan (in filippino Palasyo ng Malakanyang; in inglese Malacañang Palace) è la residenza ufficiale e il principale ufficio del presidente delle Filippine.

## Storia
La struttura originaria fu costruita nel 1750 da Luís Rocha come casa estiva affacciata sul fiume Pásig. L'edificio fu acquistato dallo Stato nel 1825 per fungere da residenza estiva per i governatori generali delle Filippine. Dopo che il terremoto del 3 giugno 1863 distrusse il Palacio del Gobernador (Palazzo del Governatore) ad Intramuros, divenne ufficialmente la residenza del Governatore-Generale. Nel 1898, a seguito del passaggio di sovranità dell'arcipelago nelle mani degli Stati Uniti d'America, la struttura divenne residenza dei Governatori statunitensi, il primo dei quali fu il generale Wesley Merritt.
Dal 1863 il Palazzo è stato occupato da 18 governatori-generali spagnoli, 14 governatori americani e numerosi Presidenti delle Filippine. L'edificio è stato ampliato e rimodellato più volte sin dalla sua costruzione; i pian terreni sono stati espansi per includere le proprietà confinanti, comportando la demolizione di numerosi edifici vicini durante le dominazioni spagnole e statunitensi. Le ultime importanti modifiche furono apportate nel corso dell'amministrazione di Ferdinand Marcos. Fra i Presidenti della Quinta Repubblica solamente Gloria Macapagal-Arroyo ha effettivamente vissuto nel Palazzo, mentre gli altri hanno deciso di risiedere in differenti proprietà del governo nelle vicinanze.
L'edificio è stato assalito o sequestrato numerose volte per via di eventi storici, come ad esempio la rivoluzione del Rosario oppure il tentato colpo di Stato del 1989.